# Stazione di Sant'Angelo in Formis
La stazione di Sant'Angelo in Formis è una stazione ferroviaria a servizio di Sant'Angelo in Formis, frazione del comune di Capua, posta sulla ferrovia Piedimonte Matese - Santa Maria Capua Vetere (Alifana alta). Attualmente è gestita dall'Ente Autonomo Volturno.

## Storia
L'attuale stazione è stata costruita nel dopoguerra e in corrispondenza di essa si congiungono il vecchio tracciato che la linea percorreva prima della Seconda guerra mondiale e il tracciato attuale, infatti la vecchia stazione anteguerra è situata a pochi metri da quella attuale, ed è oggi un edificio privato.
A meno di un chilometro dalla stazione sorge l'ex fabbricato viaggiatori murato della fermata di San Iorio, costruita nel secondo dopoguerra e dismessa nel 2001 per la scarsità di traffico, che serviva l'omonima località vicina.

## Strutture e impianti
La stazione è dotata di due binari (è usata spesso per gli incroci) ed un fabbricato viaggiatori con sala d'attesa e biglietteria per il servizio viaggiatori, e un binario tronco ed un piccolo edificio per lo scalo merci, usato solo come posto per mezzi di servizio.

## Movimento
La stazione è servita da treni regionali gestiti da EAV, vi fermano tutti i treni della relazione Napoli - Piedimonte Matese e le destinazioni principali sono Napoli e Piedimonte Matese.

## Servizi
La stazione dispone di:
- Biglietteria
- Servizi igienici
- Sala d'attesa
- Parcheggio